# Gautegiz Arteaga
Gautegiz Arteaga è un comune spagnolo di 843 abitanti situato nella comunità autonoma dei Paesi Baschi.